# Tom Wilson (Schauspieler)

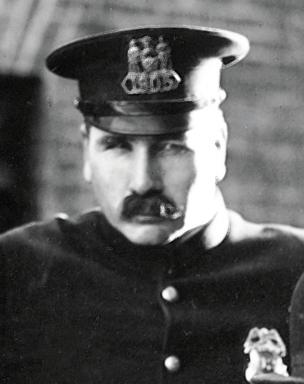
Tom Wilson als Polizist in The Kid (1921)

Tom Wilson (* 27. August 1880 in Helena, Montana als Thomas H. Wilson; † 19. Februar 1965 in Los Angeles, Kalifornien) war ein US-amerikanischer Schauspieler.

## Leben und Karriere

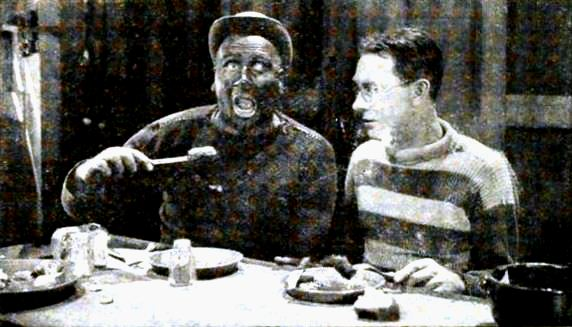
Tom Wilson, als Afroamerikaner verkleidet, neben Owen Moore in Reported Missing (1922)

Vor dem Beginn seiner Schauspielkarriere war Wilson beim Militär sowie als Boxer tätig. Seine bullige und große Boxerstatur sorgte später dafür, dass Wilson häufig Polizisten, Handlanger und starke Männer verkörperte. Sein Einstieg ins Schauspielgeschäft gelang ihm mit Auftritten in Vaudeville-Shows und sonstigen Theaterstücken. Im Herbst 1907 hatte er einen Auftritt am Broadway in der Komödie Artie.
Wilson gab sein Filmdebüt im Jahr 1914 und spielte in den folgenden Jahren Nebenrollen in Die Geburt einer Nation und Intoleranz, den wegweisenden Monumentalfilmen von David Wark Griffith. In seiner frühen Filmkarriere war der eigentlich hellhäutige Wilson darauf spezialisiert, Afroamerikaner auf der Leinwand zu spielen, wofür er ein Blackface erhielt. Während der Stummfilmzeit wurde er mehrmals an der Seite der Starkomiker Charlie Chaplin und Buster Keaton eingesetzt. In Chaplins The Kid (1921) spielte er als grimmiger Polizist, der sich eine Dauerfehde mit Chaplins Tramp liefert, seine wohl bekannteste Rolle. In Keatons Der Killer von Alabama (1926) verkörperte er einen Boxtrainer.
In den 1920er-Jahren erlebte Wilsons Karriere ihren Höhepunkt und er erhielt in einigen Komödien sogar Hauptrollen. Mit dem Anbruch des Tonfilmes Ende der 1920er-Jahre änderte sich seine Stellung in Hollywood schlagartig: Er verkörperte fortan nur noch kleine Nebenrollen mit kaum Text oder war gar als Statist tätig. Er spielte in den nächsten drei Jahrzehnten in bedeutenden Filmen wie Unter Piratenflagge (1935), Im Taumel der Weltstadt (1940), Hier ist John Doe (1941) sowie Ein neuer Stern am Himmel (1954), ist in diesen aber oft kaum identifizierbar. Bei Monsieur Verdoux arbeitete Wilson im Jahre 1947 noch einmal mit Chaplin zusammen. Insgesamt spielte er in fast 300 Filmen.
1963 beendete Wilson seine Karriere als Schauspieler. Er starb zwei Jahre später im Alter von 84 Jahren. Über sein Privatleben ist nichts bekannt. Er wurde auf dem Pierce Brothers Valhalla Memorial Park in North Hollywood bestattet.

## Filmografie (Auswahl)
- 1915: Die Geburt einer Nation (The Birth of a Nation)
- 1916: The Mystery of the Leaping Fish
- 1916: Intoleranz (Intolerance)
- 1916: The Americano
- 1917: Pay Me!
- 1917: Der Einwanderer (The Immogrant)
- 1917: Der Wilde Westen (Wild and Woolly)
- 1918: Amarilly of Clothes-Line Alley
- 1918: Ein Hundeleben (A Dog’s Life)
- 1918: Die Anleihe (The Bond)
- 1918: Gewehr über (Shoulder Arms)
- 1919: Auf der Sonnenseite (Sunnyside)
- 1919: Vergnügte Stunden (A Day’s Pleasure)
- 1920: Isobel or The Trail’s End
- 1921: The Kid
- 1922: My Wife’s Relations
- 1922: Minnie
- 1924: The Heart Buster
- 1926: Der Deserteur (Across the Pacific)
- 1926: Der Killer von Alabama (Battling Butler)
- 1927: Das Galeerenschiff (When a Man Loves)
- 1927: Ham and Eggs at the Front
- 1927: Ein Mädel vom Zirkus (No Control)
- 1928: Riley the Cop
- 1930: Hölle hinter Gittern (The Big House)
- 1933: Verschollen in New York (Bureau of Missing Persons)
- 1933: Der Mann mit der Kamera (Picture Snatcher)
- 1934: Die Schatzinsel (Treasure Island)
- 1934: Ein schwerer Junge (The St. Louis Kid)
- 1934: We Live Again
- 1934: Der Schrecken der Rennbahn (6 Day Ride Biker)
- 1935: The Case of the Curious Bride
- 1935: Der FBI-Agent ("G"-Men)
- 1935: Stranded
- 1935: Unter Piratenflagge (Captain Blood)
- 1936: Wem gehört die Stadt? (Bulletts or Ballots)
- 1936: The White Angel
- 1936: Gold Diggers of 1937
- 1936: The Case of the Velvet Claws
- 1937: Confession
- 1937: Der Prinz und der Bettelknabe (The Prince and the Pauper)
- 1938: Im Tal der Giganten (Valley of the Giants)
- 1938: Drei Schwestern aus Montana (The Sisters)
- 1938: Swingtime in the Movies (Kurzfilm)
- 1938: Schule des Verbrechens (Crime School)
- 1939: Zum Verbrecher verurteilt (They Made Me a Criminal)
- 1939: Die Teufelsinsel (Devil's Island)
- 1940: Im Taumel der Weltstadt (City for Conquest)
- 1940: Nachts unterwegs (They Drive By Night)
- 1941: Cheers for Miss Bishop
- 1941: Mr. X auf Abwegen (Footsteps in the Dark)
- 1941: Hier ist John Doe (Meet John Doe)
- 1941: Sergeant York
- 1941: Mit einem Fuß im Himmel (One Foot in Heaven)
- 1942: Der große Gangster (The Big Shot)
- 1943: Einsatz im Nordatlantik (Action in the North Atlantic)
- 1944: Shine On, Harvest Moon
- 1944: Das Leben der Mrs. Skeffington (Mr. Skeffington)
- 1946: Die große Lüge (A Stolen Life)
- 1946: Nora Prentiss
- 1947: Ehebruch (The Unfaithful)
- 1947: Monsieur Verdoux – Der Frauenmörder von Paris (Monsieur Verdoux)
- 1949: Blondes Gift (Flaxy Martin)
- 1949: Die sündige Stadt (The Inspector General)
- 1949: Venus am Strand (The Girl from Jones Beach)
- 1950: Mordsache: Liebe (Perfect Strangers)
- 1950: Zwischen zwei Frauen (Bright Leaf)
- 1950: Montana
- 1950: Der Panther (Highway 301)
- 1950: Juwelenraub um Mitternacht (The Great Jewel Robber)
- 1951: Der Tiger (The Enforcer)
- 1951: Ich war FBI Mann M.C. (I Was a Communist for the FBI)
- 1951: In all meinen Träumen bist Du (I’ll See You in My Dreams)
- 1951: Lightning Strikes Twice
- 1951: Verfolgt (Tomorrow Is Another Day)
- 1951: Meuterei im Morgengrauen (Inside the Walls of Folsom Prison)
- 1952: Vater werden ist nicht schwer (Room for One More)
- 1954: Ein neuer Stern am Himmel (A Star Is Born)
- 1955: Des Teufels rechte Hand (Texas Lady)
- 1955: Drei Rivalen (The Tall Men)
- 1958: Keine Angst vor scharfen Sachen (Rally 'Round the Flag, Boys!)
- 1959: Messer an der Kehle (Westbound)
- 1959: Warlock
- 1959: Geheimagent des FBI (The FBI Story)
- 1961: Der fliegende Pauker (The Absent-Minded Professor)
- 1963: Tu das nicht, Angelika (Critic’s Choice)